# Мейер, Рихард
Рихард Мориц Мейер (нем. Richard Moritz Meyer; 1860—1914) — немецкий филолог, германист, историк литературы и педагог; профессор Берлинского университета.

## Биография
Рихард Мейер родился 5 июля 1860 года в Берлине в семье богатого еврейского банкира. Получил образование в Берлинском университете, где был учеником Вильгельма Шерера. Позднее Мейер, в память об учителе, учредил премию его имени.
В 1886 году Мейер начал в Берлине свою педагогическую карьеру, сначала в качестве частного лектора, а в 1901 году получил должность доцента в альма-матер. Некоторое время спустя занял в качестве профессора кафедру немецкого языка и литературы в Берлинском университете.
Главными произведениями Рихарда Мейера являются биография Гёте (3-е изд., 1904) и критическая «Немецкая литература 19 века» (3-е изд., 1905).
Рихард Мориц Мейер умер 8 октября 1914 года в родном городе.